# Murina eleryi
Murina eleryi có tên gọi khác là Dơi mũi tách đôi hay Dơi mũi ống Elery hay Dơi Mekong theo tiếng Anh, là một loài dơi muỗi được phát hiện tại miền Bắc Việt Nam năm 2009.